# Taha al-Amida
Taha al-Amida – miejscowość w Egipcie, w muhafazie Al-Minja, w dystrykcie Samalut. W 2006 roku liczyła 9781 mieszkańców.